# Ormara
Ormara é uma cidade portuária do Paquistão localizada na província de Baluchistão.
Ormara está situada no Mar da Arábia, 450 Km a oeste de Karachi. Mais de 99% de sua população é muçulmana.